# تام کینگ (سیاستمدار)
تام کینگ (انگلیسی: Tom King, Baron King of Bridgwater؛ زادهٔ ۱۳ ژوئن ۱۹۳۳) سیاست‌مدار اهل بریتانیا است.
وی از ژوئن ۱۹۸۳ تا اکتبر ۱۹۸۳ وزیر ترابری بریتانیا و از سال ۱۹۸۹ تا ۱۹۹۲ وزیر دفاع بریتانیا بوده‌است.